# Дерзенов
Дерзенов (нім. Dersenow) — громада в Німеччині, розташована в землі Мекленбург-Передня Померанія. Входить до складу району Людвігслуст-Пархім. Складова частина об'єднання громад Бойценбург-Ланд.
Площа — 22,51 км2. Населення становить 465 ос. (станом на 31 грудня 2020).

## Галерея

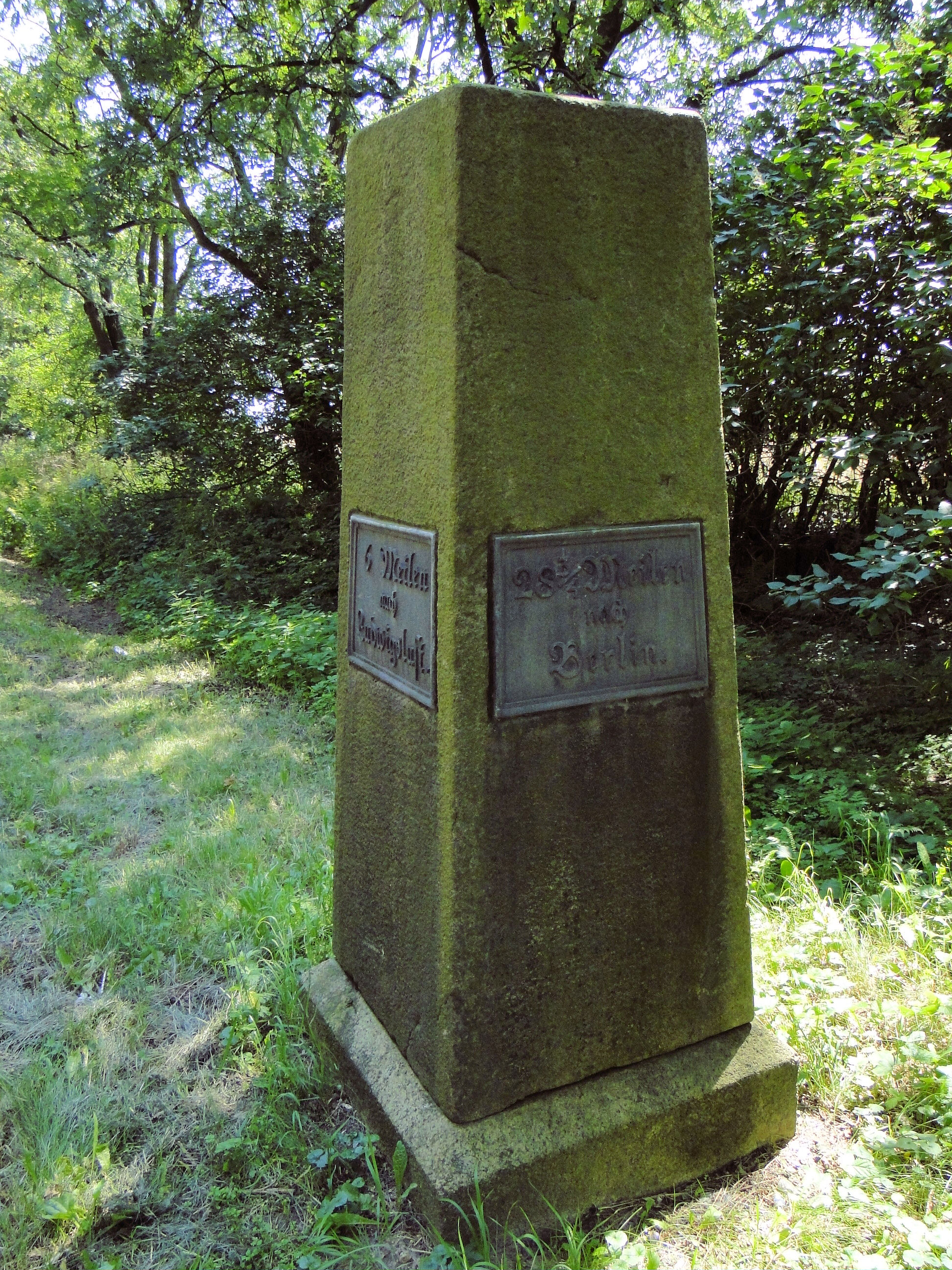
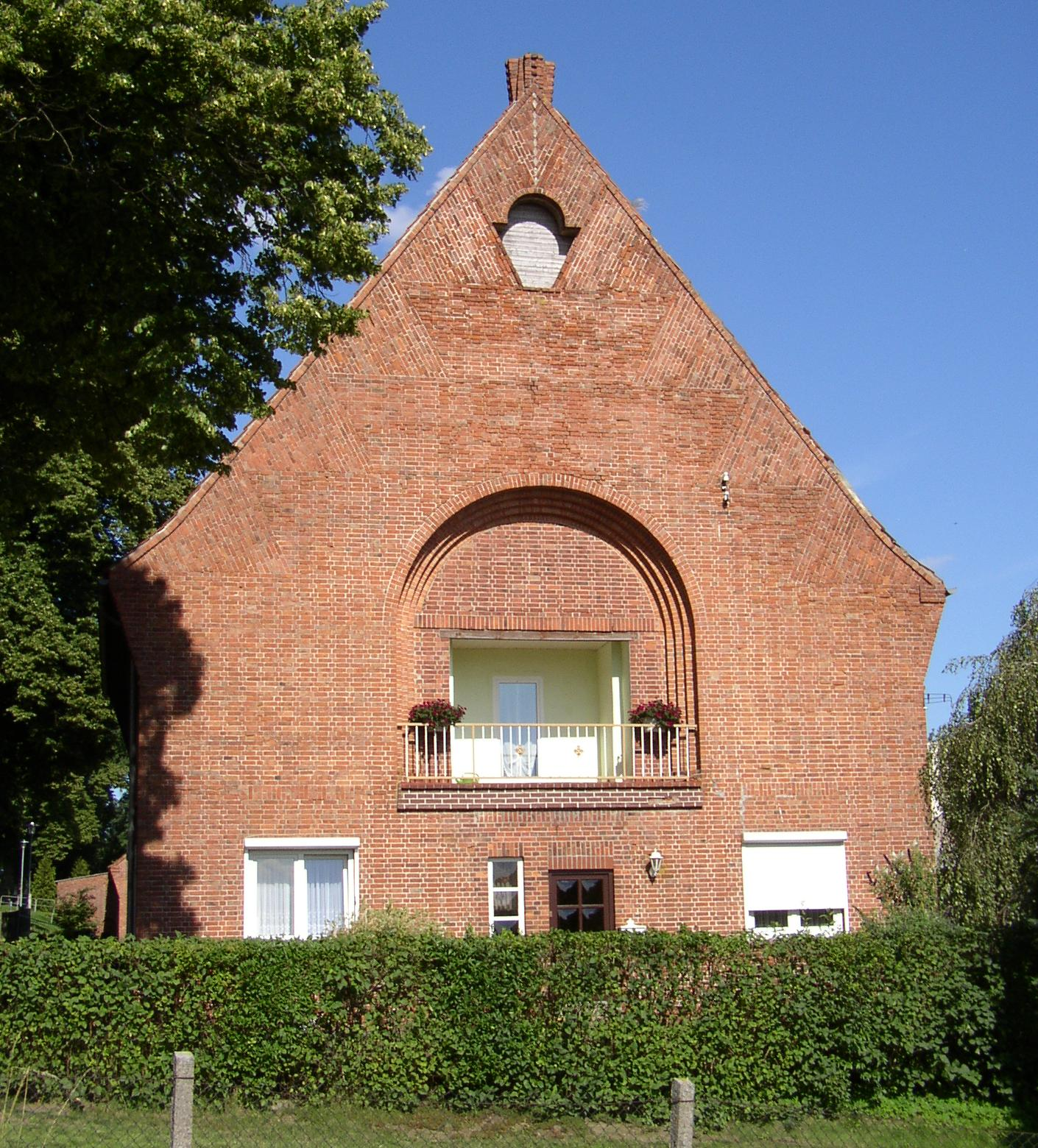